# ブリャチスラフ・イジャスラヴィチ
ブリャチスラフ・イジャスラヴィチ（ベラルーシ語: Брачыслаў Ізяславіч、997年 - 1044年）は、ポロツク公（在位：1003年 - 1044年）。イジャスラフ・ウラジミロヴィチの子、ウラジーミル1世の孫である。

## 経歴
父はポロツク公イジャスラフ（1001年死去）、母の名は不明である。フセスラフという名の兄弟がいたが、1003年に幼くして死亡した。N.バウムガルテンとO.ラーパフ(ru)の研究によれば、フセスラフが兄、ブリャチスラフが弟であるという。父・兄の死後、まだ若年のブリャチスラフがポロツク公国を相続した。なお、ウラジーミル1世の伝記では、ウラジーミル1世の死（1015年）の後にはルーツィクにいたとされる。
年代記には、ウラジーミル1世の子たちによる、1015年から1019年に掛けてのルーシ内乱の時期における、ブリャチスラフに関する記述はない。この時期の闘争はブリャチスラフの所領とは別のところで行われていた。1020年に突如としてノヴゴロドを攻撃した。その遠征からの帰路、スドマ川でのヤロスラフ1世の軍との戦闘に敗れ、ポロツクへ逃走した。しかし翌年には和平条約を結び、ウスヴャートィとヴィーツェプスクを自領に加えた。また、治世中にはポロツク公国の領土を拡張した。西ドヴィナ川とジスナ川の間の土地を併合し、新たな都市・ブリャチスラヴリ（現ベラルーシ・ブラスラウ）を建設した。1044年、ポロツクで死去した。
上記のようなルーシの年代記とは全く異なる叙述が、13世紀の『エイムンドのサガ』（エイムンドについては(ru)参照）に記載されている。それによると、1020年、兄のスヴャトポルク1世との闘争に勝利したヤロスラフ1世は、「ヴァルチラフ（ロシア語表記：Вартилав）」（=本頁のブリャチスラフ。以下ブリャチスラフと記する）の土地を請求し始めた。ブリャチスラフは要求を拒否し、国境へ軍を向けた。ヤロスラフもインゲゲルドという者を派遣した。インゲゲルドの軍はブリャチスラフの本陣に迫り、ブリャチスラフを調停の座に着かざるを得ない状況に追いやった。この時に結ばれた講和条約で、ブリャチスラフの身柄はキエフに置かれた。また、ヤロスラフはノヴゴロドに留まり、ガルダリキ（古ノルド語でルーシを指す）の王となった。一方ポロツクはヴァリャーグの傭兵隊長のエイムンドに投降した。3年後に、ヴリャチスラフはまるで死んだようになり、その領土はヤロスラフの手に渡った。
この『エイムンドのサガ』の内容は全くの荒唐無稽なものにみえる。故に、ルーシの年代記の記述と融和させるために、研究者たちによる推測がなされた。O.I.センコヴスキーは、このサガの内容は、ブリャチスラフがキエフの公の称号（当時それにはガルダリキの王という意味が含まれていた）を得たのではないこと、そしてヤロスラフに所属する、課税権を有した代官となったということを表したものであるとした。M.V.スヴェルドロフはこの主張を十分にありえるとみなした。また、上記のO.I.センコヴスキーとA.P.サプノフは、エイムンドがポロツクの一部を所有し、賦課をかけていたとした。A.I.リャーシェンコは、サガの中に描かれた講和条約は、エイムンドを賞賛し、彼にポロツクを渡そうという意図の、筆者または語り伝えによって歪曲されたものであるとした。そしてその結果として、サガの中ではブリャチスラフをキエフに移住させざるを得なかったとみなした。
ブリャチスラフは全てのポロツク公のように、キエフの政権（キエフ大公国）を認めなかった。しかし興味深いことに、1068年ごろのキエフにブリャチスラフの屋敷があったという言及がある。また、キエフの聖ソフィア大聖堂には、ブリャチスラフの紋章と推定される落書きがある。これが真にブリャチスラフの紋章であるならば、この石の聖堂は、ブリャチスラフの死の前に建てられたことになる。

## 妻子
妻の名は不明である。子にはフセスラフ（キエフ大公：1068年- 1069年、ポロツク公：1044年 - 1068年、1071年 - 1101年）がいる。
なお、『原初年代記』等におけるフセスラフの異教的な描写は、キエフ大公家とポロツク公家への敵視によるものという説の他に、妻がフィン系の出身であったことをほのめかすものではないかという指摘がある。